# 沼津工業高等專門學校
沼津工業高等專門學校（National Institute of Technology, Numazu College），簡稱沼津高專，是一所位於日本靜岡縣的高等專門學校。

## 沿革
- 1962年，創校，為國立高專1期校。初設機械工學科及電氣工學科。
- 1966年，設立工業化學科。
- 1986年，設立電子制御工學科。
- 1989年，工業化學科改組為物質工學科。
- 1992年，機械工學科改組，成立制御情報工學科。
- 1996年，成立專攻科，設有機械電氣系統工學、制御情報系統工學、應用物質工學三個專攻。
- 2004年，法人化。
- 2014年，順應產業結構的改變，將原本三個專攻科整合，改組為綜合系統工學專攻。

## 教育組織

### 本科（副學士課程）
- 機械工學科
- 電氣電子工學科
- 電子制御工學科
- 制御情報工學科
- 物質工學科

### 專攻科（學士課程）
- 綜合系統工學專攻
  - 環境能源工學課程
  - 新機能材料工學課程
  - 醫療福祉機器開發工學課程

## 交通資訊
利用公車：
- 搭乘富士急城市巴士（日语：富士急シティバス）[2]，於「沼津高專」站牌下車，徒步約1分。

利用鐵路：
- 搭乘JR御殿場線，於下土狩車站下車，徒步約20分。

## 著名校友
- 小宮山政晴[3]，山梨大學潔淨能源研究中心教授。
- 中川玲（日语：中川玲），聲優。

## 外部連結
- 沼津工業高等專門學校 （页面存档备份，存于）